# Macrolobium schinifolium
Macrolobium schinifolium är en ärtväxtart som beskrevs av John Macqueen Cowan. Macrolobium schinifolium ingår i släktet Macrolobium och familjen ärtväxter. Inga underarter finns listade i Catalogue of Life.